# Benon (imię)
Benon – imię męskie, powstałe jako zdrobnienie Bennon od germańskiego Bernhard  (Bernard). W Polsce jest to prawdopodobnie skrót Bień od imienia Benedykt.
Żeńskim odpowiednikiem jest Benona.
Benon imieniny obchodzi 16 czerwca i 22 lipca.

## Osoby noszące imię Benon
- Benon z Miśni (1010–1106) – niemiecki opat i święty katolicki
- Benon Miśkiewicz (1930–2008) – polski historyk i polityk
- Benon Maliszewski (ur. 1966) – polski śpiewak baryton